# Ágios Pétros (ort i Grekland, Joniska öarna)
Ágios Pétros (Agios Petros, grekiska: Άγιος Πέτρος) är en ort i Grekland.   Den ligger i prefekturen Lefkas och regionen Joniska öarna, i den västra delen av landet, 280 km väster om huvudstaden Aten. Ágios Pétros ligger 187 meter över havet och antalet invånare är 422. Den ligger på ön Lefkas.
Terrängen runt Ágios Pétros är huvudsakligen kuperad, men åt nordost är den bergig. Havet är nära Ágios Pétros åt nordväst. Runt Ágios Pétros är det ganska glesbefolkat, med 23 invånare per kvadratkilometer. Närmaste större samhälle är Nidri, 10,4 km öster om Ágios Pétros. 